# Tiếng Phổ cổ

Địa bàn phân bổ của các dân tộc Balt, khoảng 1200 CN (ranh giới đoán chừng).

Tiếng Phổ cổ là một ngôn ngữ Balt Tây, từng là ngôn ngữ của người Phổ cổ (một dân tộc Balt cư ngụ vùng Phổ). Ngôn ngữ này được gọi là "tiếng Phổ cổ" để tránh nhầm lẫn với các phương ngữ tiếng Đức ở Hạ Phổ và Thượng Phổ. Tiếng Phổ cổ bắt đầu được viết xuống vào thế kỷ XIII và một góc nhỏ nền văn học của ngôn ngữ này còn tồn tại đến này.

## Quan hệ với các ngôn ngữ khác
Tiếng Phổ cổ có quan hệ gần gũi với các ngôn ngữ Balt Tây khác, chẳng hạn tiếng Kurs, tiếng Galinda và tiếng Sudovia. Nó có mối quan hệ xa hơn với các ngôn ngữ Balt Đông (tiếng Litva, tiếng Latvia) và các ngôn ngữ Slav. Có thể lấy từ "đất" ra làm ví dụ: semmē trong tiếng Phổ cổ, земля́ (zemljá) trong tiếng Nga, zeme trong tiếng Latvia và žemė trong tiếng Litva.

## Âm vị học
Dựa trên phân tích của Schmalstieg (1974):

### Phụ âm
|          |           | Môi | Răng/ Chân răng | Sau chân răng | Ngạc mềm | Thanh hầu |
| -------- | --------- | --- | --------------- | ------------- | -------- | --------- |
| Tắc      | vô thanh  | p   | t               |               | k        |           |
| Tắc      | hữu thanh | b   | d               |               | ɡ        |           |
| Xát      | vô thanh  | f*  | s               | (ʃ)           |          | h*        |
| Xát      | hữu thanh | v   | z               | (ʒ)           |          |           |
| Mũi      | Mũi       | m   | n               |               |          |           |
| Rung     | Rung      |     | r               |               |          |           |
| Tiếp cận | Tiếp cận  |     | l               | j             |          |           |

- Âm /ʃ, ʒ/ có thể từng hiện diện.
- Có lẽ mọi phụ âm đều có dạng vòm hoá (ví dụ, [tʲ, dʲ]) ngoại trừ /j/, /ʃ/ và /ʒ/.
- Âm /f/ và /h/ có mặt trong tiếng Phổ cổ, song có lẽ chúng không phải âm vị nguyên hữu (chỉ xuất hiện trong từ mượn).

### Nguyên âm
|      | Trước | Giữa | Sau  |
| ---- | ----- | ---- | ---- |
| Đóng | i iː  |      | u uː |
| vừa  | eː    |      | oː   |
| Mở   |       | a aː |      |

|     | Trước | Sau |
| --- | ----- | --- |
| Vừa | ei    |     |
| Mở  | ai    | au  |

- /au/ có thể cũng được phát âm thành [eu].